# Jeff McBride
Jeff McBride (New York, 11 settembre 1959) è un illusionista statunitense.
È conosciuto sia per le sue abilità come manipolatore  di carte da gioco, monete ed altri piccoli oggetti, sia per la sua intensa attività divulgativa. Nelle sue esibizioni particolarmente suggestive mischia elementi di kabuki, una forma di teatro giapponese, con elementi di illusionismo tradizionale.
McBride vive a Las Vegas (Nevada), dove ha dato luogo alla "Mystery School" e al "McBride's Magic Center" per promuovere l'arte magica. Si esibisce in tutto il mondo e ha partecipato a numerose trasmissioni televisive e documentari. È apparso come "guest star" nella serie televisiva Star Trek - Deep Space Nine, nell'episodio "Equilibrio Perduto" (1994). È autore di numerosi libri e video sulla manipolazione di carte e monete ed ha tenuto lezioni di magia e teatro per istituzioni del calibro dello "Smithsonian Institute", la "Society of American Magicians" e la "International Brotherhood of Magicians".
In Italia è apparso più volte nel 1988 nello show del sabato sera di Raiuno "Fantastico", condotto quell'anno da Adriano Celentano.
McBride ha vinto numerosi premi, tra cui un riconoscimento della "Academy of Magical Arts", la "Society of American Magicians" e la "International Grand Prix of Magic" come "Magician of the Year".